# Euspondylus josyi
Euspondylus josyi là một loài thằn lằn trong họ Gymnophthalmidae. Loài này được Köhler mô tả khoa học đầu tiên năm 2003.